# Пещера женщин
Пещера женщин (рум. Peștera Muierilor или Peștera Muierii) представляет собой сложную систему пещер, расположенную в коммуне Байя-де-Фьер, уезд Горж, Румыния. В ней найдены множество останков пещерного медведя, а также человеческий череп, обнаруженный в 1952 году. Череп радиоуглеродно датирован 30 150 ± 800 годами, что указывает на абсолютный возраст от 40 000 до 30 000 лет назад. Наряду с аналогичными останками, найденными в пещере Чокловина (около 29 000 г. до н. э.), останки Пещеры женщин одни из самых древних в румынской археологии.
Человеческий череп принадлежит женщине с очевидными анатомически современными человеческими чертами, включая высокий лоб, маленькую челюсть и небольшие надбровные дуги. Несмотря на высокий свод черепа, затылочная кость образует отчетливый купол, что обычно характерно для неандертальцев. Практически неповрежденные лицевые кости указывают на женщину с «суровыми чертами лица». Эта мозаика элементов отражает то, что можно увидеть в находке Пештера-ку-Оазе, что указывает на возможную примесь неандертальцев или в целом устойчивые (архаичные) черты (или и то, и другое). Датирование относит находку к ранним европейским кроманьонцам.
На основании радиоуглеродного датирования, а также анализа археологического контекста некоторые исследователи выдвинули гипотезу о родстве этих останков с кроманьонцами и ориньякской археологической культурой. Другие указывают на возможность того, что эти находки могли принадлежать некой региональной культуре Южных Карпат, периода окончания среднего палеолита и раннего верхнего палеолита.

## Анализ ДНК
На месте раскопок были обнаружены останки трех человек. В исследовании 2016 года исследователи извлекли ДНК из двух верхних моляров одного из трех человек, Пештеры Муйерии 1 (35 000 лет назад), и подтвердили, что этот человек был полностью современным человеком; Анализ мтДНК показывает, что Peştera Muierii 1 происходит от ранее неизвестной базовой линии мтДНК гаплогруппы U6*. Поскольку гаплогруппа U6 сегодня распространена в Северной Африке, исследователи полагают, что родословная U6 была результатом миграции из Западной Азии обратно в Северную Африку. Исследователи также извлекли ДНК из височной кости Peştera Muierii 2 (33 000 лет назад). Этот человек также происходит из базальной мтДНК гаплогруппы U6 и подтвержден как женщина.